# Piedra del Arca
La Piedra del Arca, también llamada el corazón de la montaña, es un objeto ficticio del universo de la Tierra Media creado por J. R. R. Tolkien. Es una gran joya blanca encontrada en Erebor por Thráin I, que era parte del mayor tesoro de los Reyes de Erebor, lo que hizo que Thráin I se volviera loco, pero quedó allí cuando Smaug expulsó a los Enanos en 2770 TE. Años más tarde, cuando Bilbo Bolsón entró a la guarida de Smaug, sustrajo la piedra a escondidas de los enanos, y la usó para intentar reconciliar a Thorin con los Elfos y Hombres que lo tenían sitiado y evitar una inminente batalla, ya que hombres de la Ciudad del Lago y elfos reclamaban una parte del tesoro de Smaug y Thorin se había negado a dársela. Posteriormente fue enterrada junto a Thorin.